# Малков, Павел Викторович
Па́вел Ви́кторович Малко́в (род. 29 января 1980, Саратов) — российский государственный и политический деятель. Губернатор Рязанской области с 21 сентября 2022 (врио 10 мая — 21 сентября 2022). Секретарь Рязанского регионального отделения партии «Единая Россия» с 21 сентября 2022. Действительный государственный советник Российской Федерации 1-го класса (2021).

## Биография
Родился 29 января 1980 года в Саратове.

## Образование
В 1996 году окончил физико-технический лицей № 1 в Саратове.
В 2001 году окончил Саратовский государственный технический университет по специальности «Программное обеспечение вычислительной техники и автоматизированных систем».
В 2004 году прошёл профессиональную переподготовку в Поволжской академии государственной службы им. П. А. Столыпина по специальности «Государственное и муниципальное управление».
С 2008 по 2009 год прошёл обучение в Академии народного хозяйства при Правительстве Российской Федерации по программе MBA, специализация «Информационный менеджмент».
Выпускник четвертого потока (2021 г.) т. н. школы губернаторов — программы подготовки кадрового управленческого резерва государственной службы на базе Высшей школы государственного управления РАНХиГС.

## Трудовая деятельность

### Саратовская область
С 2001 по 2003 год работал в коммерческих организациях.
В 2003 году поступил на государственную службу в Правительстве Саратовской области. Работал в управлении делами правительства Саратовской области, был специалистом 1-й категории, начальником организационного отдела, заместителем начальника управления информационных технологий и связи.
С 2006 по 2009 год — заместитель министра экономического развития и торговли Саратовской области.
С 2009 по 2010 год — заместитель директора промышленного предприятия ЭПО «Сигнал», расположенного в городе Энгельс Саратовской области.
С 2010 по 2012 год — глава комитета по информатизации Саратовской области, в том числе в должности министра Правительства Саратовской области.
В 2012 году исполнял обязанности заместителя Председателя Правительства Саратовской области.

### Министерство экономического развития
С 2012 по 2017 год — заместитель директора Департамента государственного регулирования в экономике Министерства экономического развития Российской Федерации.
С 2017 по 2018 год — директор Департамента государственного управления Министерства экономического развития Российской Федерации.

### Федеральная служба государственной статистики (Росстат)
24 декабря 2018 года премьер-министр Дмитрий Медведев назначил Павла Малкова руководителем Федеральной службы государственной статистики (Росстата).
В сентябре 2019 года анонсировал первую цифровую перепись населения в 2020 году.
В июне 2021 года сообщил о подготовке около 25 тысяч «цифровых волонтёров» — помощников населения в вопросах прохождения самостоятельной интернет-переписи в ходе Всероссийской переписи населения, запланированной на октябрь.
В апреле 2022 года назвал предварительные итоги переписи населения России 2021 года.

## Губернатор Рязанской области
10 мая 2022 года назначен президентом России временно исполняющим обязанности губернатора Рязанской области. На выборах 9—11 сентября получил 84,55 % голосов избирателей при явке 42,93 % и был избран губернатором Рязанской области.
21 сентября 2022 года стал секретарем регионального отделения «Единая Россия».

## Классный чин
Действительный государственный советник Российской Федерации 1 класса (2021).

## Награды
- Медаль ордена «За заслуги перед Отечеством» II степени (2018),
- Орден Дружбы (2023)[11],
- Орден Святого благоверного князя Даниила Московского II степени РПЦ (2024)[12],
- Почётная грамота Президента Российской Федерации (2025)[13].

## Санкции
24 февраля 2023 года Госдепом США Малков включён в санкционный список лиц причастных к «осуществлению российских операций и агрессии в отношении Украины, а также к незаконному управлению оккупированными украинскими территориями в интересах РФ», в частности за «призыв граждан на войну в Украине».
1 апреля 2023 года внесён в санкционный список Украины как «глава государственного органа, осуществлявший поддержку/поощрение/публичное одобрение политики РФ, направленной на проведение военных действия и геноцид гражданского населения в Украине».
23 февраля 2024 года внесён в санкционный список стран Евросоюза за причастность к депортации украинских детей в Россию и их усыновление российскими семьями.

На посту губернатора Павел Малков воспользовался преимуществами внесенных президентом Путиным поправок к административному законодательству, что позволило ему остаться у власти еще на несколько лет. Павел Малков также причастен к незаконной перевозке украинских детей в Россию c их усыновлением российскими семьями. Павел Малков организовывал зачисление украинских детей в российские патриотические учебные заведения. Действия Павла Малкова нарушают права украинских детей и нарушают украинское законодательство и административный регламент— «Официальный журнал Европейского союза», Брюссель, 23 февраля 2024 года

## Семья
Женат, воспитывает двоих детей.